# Małgorzata Jurkowska
Małgorzata Elżbieta Jurkowska, z domu Pietraś (ur. 13 grudnia 1980 w Lublinie) – polska koszykarka występująca na pozycji środkowej, po zakończeniu kariery zawodniczej trenerka koszykarska, od 2023 trenerka grup młodzieżowych MKS Startu Lublin.
9 czerwca 2022 została asystentką trenera w Starcie II Lublin.

## Osiągnięcia
Na podstawie, o ile nie zaznaczono inaczej.

### Drużynowe
- Wicemistrzyni I ligi (2014)[3]

### Indywidualne
- Liderka I ligi w zbiórkach (2013 – 9,81)[4]

### Reprezentacja
- Uczestniczka:
  - mistrzostw Europy U–18 (1998 – 6. miejsce)[5]
  - kwalifikacji do mistrzostw Europy U–18 (1998)

### Trenerskie
- Mistrzostwo województwa lubelskiego w koszykówce 3x3 mężczyzn (2023)[6]
- Wicemistrzostwo Liceliady 2023 (województwo lubelskie)[7]